# Handkante (Bekleidung)

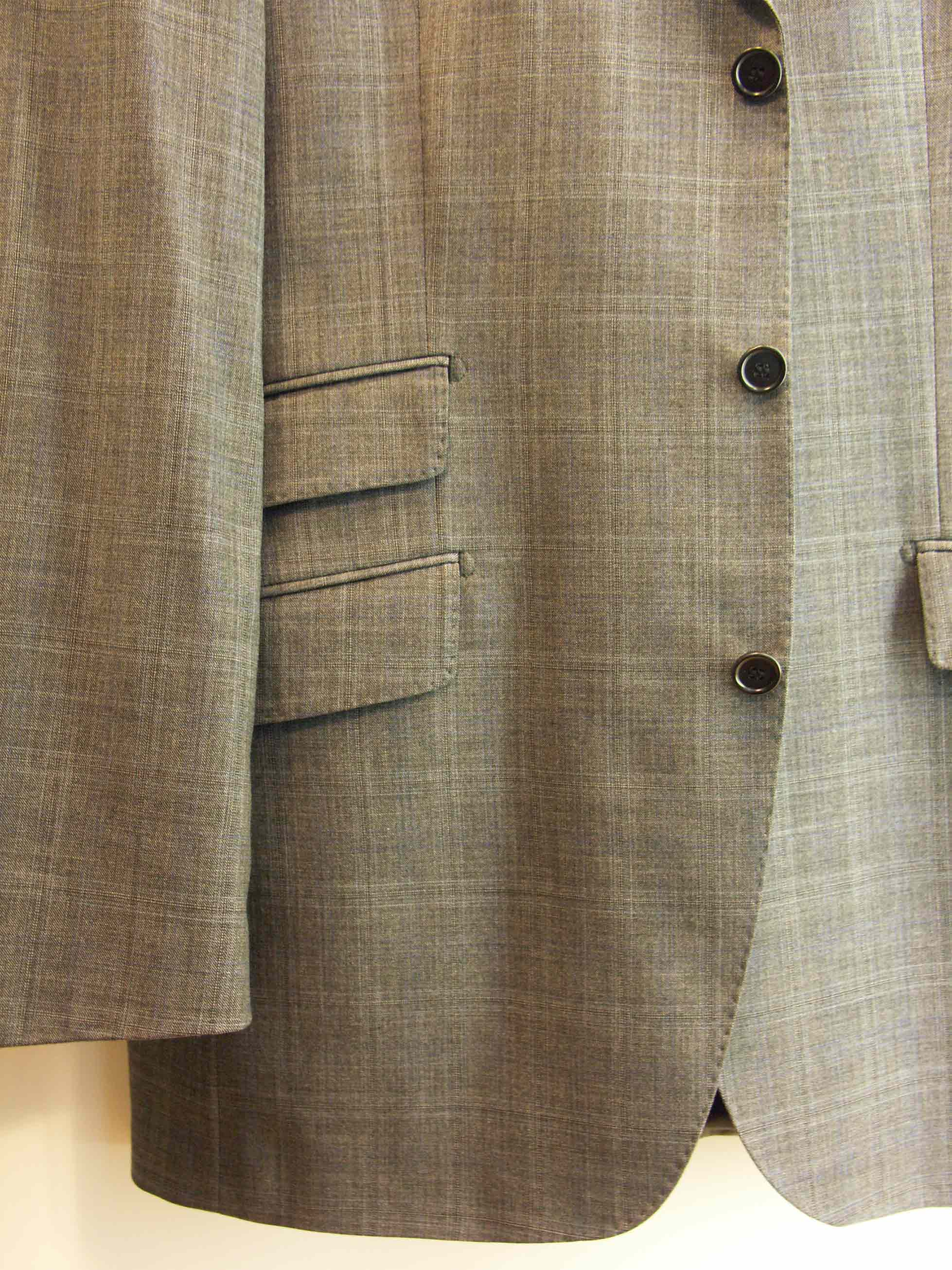
Einreihiges Herrenanzugsakko mit zusätzlicher Billetttasche und so genannter Handkante verziert

Die Handkante ist eine Verarbeitungstechnik für Vorderkanten und Revers von Sakkos, Westen, Taschenklappen und andere verstürzte Kanten, um diese Kanten dünn und scharfkantig zu halten. Dazu werden die verstürzten Kanten, ursprünglich in Handarbeit, mit einem einfachen Vorstich durchgenäht, wobei die einzelnen Stiche nur als kleine regelmäßige Vertiefung zu sehen sein sollten. Als Effekt kann die Naht auch mit einem kontrastierenden Garn ausgeführt werden.
Die Handkante als sichtbare Fixierung der umgeschlagenen Kantennaht wird auch als Schneiderkante, Schneiderhandkante oder AMF (Firmenkürzel des Nähmaschinenherstellers American Machine and Foundry, heute: AMF Reece), besser jedoch „Handstitch“ (englisch für „Handnaht“) bezeichnet. Ursprünglich kommt sie in der Maßschneiderei vor. Sie kann neben anderen Merkmalen ein Zeichen von hochwertiger Fertigung sein, da bei weniger gut gearbeiteten Sakkos die Naht des Besetzens am Revers bis zum Drehpunkt und am Abstich nach innen lediglich umgebügelt wird.
Um 1930 entwickelte AMF eine Nähmaschine für die Imitation einer Handnaht mit fliegender Nadel („floating needle“) mit einem Öhr in der Mitte der Länge und zwei Spitzen, die innerhalb der Maschine hin- und hergereicht wird. Der Nähfaden für diesen Nahttyp ist endlich und hat einstellbar typisch 40 bis 90 cm Länge. Mit einer solchen Maschine kann eine Handkante in etwa nachgeahmt werden, um den Eindruck von Handarbeit zu erwecken. Als Handkante kann eine solcherart durchgenähte Kante nicht bezeichnet werden.

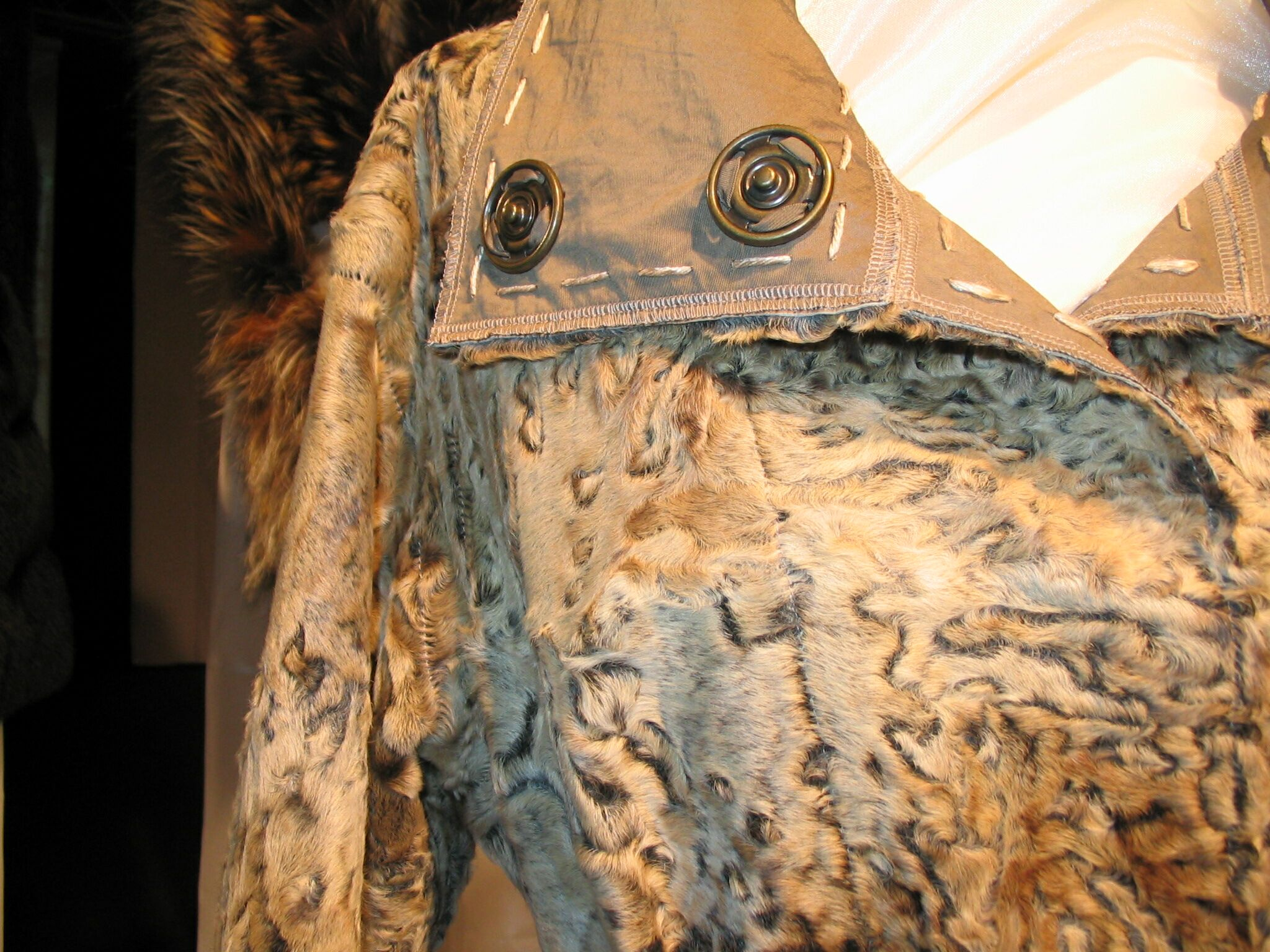
Handstitch an einem Persianerpelz-Revers